# 托貝 (英國國會選區)
托貝（英語：Torbay），英國國會一自治市選區，位於英格蘭德文郡東南部，包括了托貝自治市的大部份地區。
本區自1974年創設以來，一直支持保守黨，1997年起的當區議員是自民黨的阿德里安·桑德斯。他在2010年大選中以47.0%選票勝出該區三度連任。至2015年起改由保守黨的凱文·福斯特勝出。